# Gyomai Zsigmond
Gyomai Zsigmond, 1892-ig Grimm (Gyoma, 1861. október 16. – Budapest, 1923. október 15.) magyar ügyvéd, jogi író. 

## Élete
Grimm Sámuel gyomai vegyeskereskedő és Klausz Róza fia. Jogi tanulmányait Budapesten végezte, majd ügyvédi irodát alapított és főképp bűnügyi védői gyakorlatot folytatott. 1902-ben többekkel megalapította a Jogállam című liberális irányzatú jogi szakfolyóiratot, amelynek 1923-ig felelős szerkesztője volt. Szerkesztette Vavrik Bélával a Grill-féle Döntvénytár első tizenöt kötetét. Edvi Illés Károllyal együtt sajtó alá rendezte és 1903-ban kiadta Csemegi Károly jogtudományi munkáit. Szépirodalommal is foglalkozott, több költeménye és tárcája jelent meg fővárosi lapokban. Összegyűjtötte és kiadta a fiatalon elhunyt Bánfi Zsigmond műveit. Halálát szívhűdés, cukorbaj okozta.

## Magánélete
Felesége Buchbinder Eugénia (1872–1936) volt, Buchbinder Lipót és Krausz Júlia lánya, akit 1900. augusztus 15-én Budapesten, a Ferencvárosban vett nőül.

## Főbb művei
- Álmok. Költemények és rajzok (Budapest, 1886)
- A Kúria bíráskodása képviselőválasztási ügyekben (Budapest, 1904)